# Aeroportul La Romaine
Aeroportul La Romaine (IATA: ZGS) este un aeroport din La Romaine⁠(d), Le Golfe-du-Saint-Laurent⁠(d), Côte-Nord⁠(d), Provincia Québec, Canada ce deservește zona La Romaine⁠(d). Aeroportul a fost tranzitat în 2017 de 0 pasageri. A fost numit după zona deservită.
Situat la o altitudine de 27 m, aeroportul dispune de o singură pistă. Este operat de Transports Québec⁠(d).